# Isla Coco
La isla Coco es una pequeña isla de origen rocoso del mar Argentino que se encuentra ubicada aproximadamente a unos 1,5 kilómetros de la costa de la Península Aristizábal, en el Departamento Florentino Ameghino de la provincia argentina del Chubut. Se halla en el Golfo San Jorge, frente al Cabo Aristizábal. La isla central se encuentra en la posición geográfica 45°12′41″S 66°30′17″O / -45.21139, -66.50472. 
En 2008 se creó el Parque Interjurisdiccional Marino Costero Patagonia Austral, el cual incluye a la isla Coco.